# يجناكيو لوريس فاريلا
يجناكيو لوريس فاريلا (بالإسبانية: Ignacio Lores Varela) (26 أبريل 1991 بمونتفيدو في الأوروغواي - ) هو لاعب كرة قدم أوروغواني في مركز الوسط. شارك مع منتخب الأوروغواي تحت 20 سنة لكرة القدم. أما مع النوادي، فقد لعب مع بوتيف فراتسا وديفينسور سبورتينغ وسسكا صوفيا ونادي باري ونادي باليرمو ونادي بيزا ونادي فاريسي ونادي فيتشينزا.

## وصلات خارجية
- يجناكيو لوريس فاريلا على موقع الاتحاد الدولي (مؤرشف)  (الإنجليزية)
- يجناكيو لوريس فاريلا على موقع قاعدة بيانات كرة القدم.إي يو (الإنجليزية)
- يجناكيو لوريس فاريلا على موقع Soccerway.com (الإنجليزية)
- يجناكيو لوريس فاريلا على موقع عالم كرة القدم.نت (الإنجليزية)
- يجناكيو لوريس فاريلا على موقع AS.com (الإسبانية)